# Amblyseius trisetosus
Amblyseius trisetosus är en spindeldjursart som beskrevs av Tseng 1983. Amblyseius trisetosus ingår i släktet Amblyseius och familjen Phytoseiidae. Inga underarter finns listade i Catalogue of Life.